# Anne Cromwell's Virginal Book
L'Anne Cromwell's Virginal Book è un manoscritto musicale di pezzi per tastiera compilato nel 1638. Mentre l'importanza della musica in esso contenuta non è eccelsa, rivela il genere di musica per tastiera che veniva suonata nelle case in quell'epoca.

## Manoscritto
Il libro era costituito, in origine, da 51 pagine, cinque delle quali risultano strappate. Esso conserva la sua copertina di vitello originale rilegata con impressioni in oro e la sigla AC stampata sia sul fronte che sul recto delle copertine anteriori e posteriori. Sul retro della pagina del titolo vi è una tavola con l'indicazione del valore delle note e quattro versi poetici:
Fouer moodes in musicke you shall find to bee

But two you only use which heare you see

Devided from the sembreefe to the quaver

Which you with ease may larne if you endevour
Ognuna delle seguenti 33 pagine riporta 8 pentagramma di sei righi dove sono contenuti 50 brevi pezzi di musica, scritti da almeno due mani diverse. Le rimanenti pagine sono bianche a parte l'ultima, sul verso della quale è scritto:
This Book was my Grandmothers Ann Daughter and Coheiresse of Henry Cromwell Esqr. of Upwood in Count. Huntingdon & was dated 1638 But somebody has torn out ye Leaf.
Il libro è attualmente custodito al The Cromwell Museum in Huntingdon, dove è in prestito dal Museum of London, catalogato come MS 46, 78/748.

## Autore
Anne Cromwell nacque nel 1618, ultimogenita di Henry Cromwell († 1630) di Upwood, ora in Cambridgeshire. Henry era il fratello di Robert Cromwell (c. 1570-1617), padre di Oliver Cromwell, essendo così Ann prima cugina del Lord Protettore. Anne sposò John Neale di Dean, Bedfordshire. La coautrice fu sua sorella Elizabeth Cromwell (nata nel 1616).

## Contents
I pezzi contenuti nel manoscritto sono relativamente semplici, scritti per esecutori dilettanti. La maggior parte sono anonimi e sono costituiti da canzoni, danze, salmi e symphonies (masque). Solo nove pezzi sono attribuiti al loro compositore, dei quali sei sono di Simon Ives (1600-1662), uno di John Ward, uno di Bulstrode Whitelocke e uno probabilmente di Thomas Holmes († 1638). Comunque i compositori di diversi altri pezzi possono essere identificati attraverso altre fonti e comprendono John Bull, John Dowland e Henry Lawes. I contenuti, mantenendo la dizione del tempo, sono:
1. A Preludium (John Bull)
2. A Psalme
3. Mrs Villers Sport:
4. Besse A Bell
5. Daphny
6. The Building of Polles
7. The French Balletto
8. A French Tuckato
9. Fortune my foe
10. In the dayes of old
11. Frogges Galliard (John Dowland)
12. [untitled]
13. Mr Wards Masque (? John Ward)
14. The Princes Masque
15. A Toy
16. The Queens Masque
17. The New Nightingall
18. The Meiry Companion
19. An Ayre
20. The meiry Milke-maide
21. Simphony
22. The Queenes Galiard
23. Simphony
24. Simphony
25. A Corranto
26. A Masque
27. The meiry old man:
28. The healthes
29. The Sheepeard
30. The Duke of Buckeinghams Masque
31. The Milke maide
32. The wiches
33. Symphony
34. The choyce by Mr Ives (Simon Ives)
35. [untitled]
36. Mr W: M: delight (Simon Ives)
37. The Scotch tune
38. The Blaseing Torch
39. Mr Holmes Coranto (? Thomas Holmes)
40. [untitled]
41. Mr Whitelockes Coranto (Bulstrode Whitelocke)
42. Simphony by Mr Ives (Simon Ives)
43. Among the mirtills (Henry Lawes)
44. [untitled]
45. An almon by Mr Ive (Simon Ives)
46. A Coranto by Mr Ive (Simon Ives)
47. A Coranto by Mr Ive (Simon Ives)
48. The Maide
49. A Simphony by Mr Ive (Simon Ives)
50. al done